# 梶山知裕
梶山 知裕（かじやま ともひろ、1993年8月19日 - ）は、兵庫県神戸市出身の元サッカー選手。ポジションはミッドフィルダー。

## 来歴
センアーノ神戸ユース出身で、ユース時代は安藤由翔と共にプレー。
2012年に関西大学に入学し、2013年の関西サッカーリーグ2部において最優秀選手賞、最優秀新人賞、得点王、ベスト11を受賞。
大学卒業後は、元日本代表の田代有三もプレーするナショナル・プレミアリーグス NSW（オーストラリア2部相当）のサザーランド・シャークスFCに入団。2017年には同リーグで日本人初となる年間リーグ得点王を受賞した。
2018年、自らのTwitterで昨シーズン限りで現役を引退したことを報告。

## 所属クラブ

### ユース経歴
- 箕谷サッカークラブ
- FCライオスジュニアユース
- センアーノ神戸ユース
- 関西大学/関大FC2008

### プロ経歴
- 2016年 - 2017年  サザーランド・シャークスFC

## タイトル

### 個人
- 関西サッカーリーグ2部最優秀選手賞、最優秀新人賞、得点王、ベストイレブン（2013年）
- ナショナル・プレミアリーグス NSW（オーストラリア2部相当）・得点王（2017年）